# 真・女神転生IV FINAL
『真・女神転生IV FINAL』（しん・めがみてんせいフォー ファイナル）は、アトラスより2016年2月10日に発売されたニンテンドー3DS用ゲームソフト。アメリカでは同年9月20日、ヨーロッパでは同年12月2日発売。

## 概要
2013年に発売された『真・女神転生IV』の世界観をベースにした作品。
前作の物語終盤の状況から今作の物語が始まり、前作とは異なる展開が描かれている。「FINAL」と命名されているが、これは「IV」の集大成という意味である。前作で出た様々な要望をフィードバックし、バランス調整や新システムを盛り込んでおり、新規悪魔や前作で登場した一部悪魔も土居政之によってリファインされている。なお、前作のデータを引き継ぐことで多少のボーナスを得ることが可能（引継ぎはカートリッジ・メモリーカード双方で可能）。
2018年4月に『真・女神転生IV』と『真・女神転生IV FINAL』を一つにした『真・女神転生IV＆真・女神転生IV FINAL ダブルヒーローパック』が発売された。

## ストーリー
今から25年前、「神の御業戦争」と呼ばれる世界抹消攻撃が行われた。
東京の守護神であるマサカド公が、自身の身体を岩盤ドーム化して東京を覆ったことで攻撃を回避できたが、他の地球上の都市は消滅した。
東京の人々は難を逃れたものの、時間の流れが歪曲し、街には伝説上の悪魔たちが出現し、人の命が簡単に奪われる危険な地域になっていた。
天使に選ばれた人間は岩盤ドームの上に「東のミカド国」を建国し、非文明的な暮らしを営んでいた。
25年後の現在、東のミカド国から東京に降りてきたフリンが、東京を支配していた八部連合阿修羅会やガイア教団を弱体化させたことで混沌としていた東京は秩序を取り戻しつつあり、フリンは人々から「希望の星」と呼ばれるようになっていた。
しかし、同時期に悪魔王ルシファーと大天使メルカバーが現世に降臨し、東京を舞台に最終戦争を繰り広げようとしていた。
ある日、人外ハンターの見習いであるナナシは、師匠のニッカリと共に食料調達に向かう途中でルシファー配下の堕天使アドラメレクに襲撃され命を落とす。
黄泉の国を彷徨う魂のひとつとなったナナシは黄泉平坂で魔神ダグザに呼びかけられ、ダグザの「神殺し」となる契約と引き換えに黄泉帰る事を選択する。

## 登場人物

### メインキャラクター
ナナシ（デフォルト名/変更可）
声 - 下野紘
覚醒の効果 - 全属性ダメージの強化&貫通化
本作の主人公。元々は孤児の少年だったがマスターに引き取られ、現在は人外ハンター商会の見習いとして所属している。
ある日の任務で悪魔に襲われ命を落とすが、ダグザの「神殺し」となる契約を交わし蘇る。ダグザやクリシュナから、人間でも天使でも悪魔でもない「糸繰り人形」と呼ばれる。それを示すように、右頬の傷及び左腕などには緑色に光るラインが出現している。その為、行動の一部はダグザの影響下にあり、強制的に身体を操られる場合もある。その特殊な立場ゆえ、人々の思惑に振り回されてしまう。
自分が「アキラ」と呼ばれる夢を度々見ており、後にかつて天井に留まった悪魔討伐隊員アキラの転生体であることが判明する。
ダグザ
声 - 池田秀一
命を落としたナナシが黄泉の国で出会った知識と魔術を司る魔神。
蘇生の代償に自分の「神殺し」となる契約を持ちかける。ナナシ蘇生後は壊れたスマホを修復し、自らの依代とした。抑揚に乏しいが、余裕のある口調と態度が特徴的で、度々ナナシに他者を切り捨てるように提言する。ナナシはあくまで目的を達成するための道具と考えているが、一方でそれなりに彼を気に入っている様子も見せている。
多神連合に一部協力するものの、クリシュナとは異なる意図で動いている。その目的は神が人間に与えた観測の力によって作り上げられた「ダグザ」という神格を放棄し、かつて人間が神格を見出すほど畏敬を抱いた原点である「ただの自然現象」へと回帰すること。つまり、彼は神と人間が己に与えた「ダグザ」という役割に徹することができなかったのである。ルートによっては彼と戦闘になる。
原典にあるような恰幅のよい姿ではなく甲冑をまとった骸骨のような容姿だが、これは己の神格を否定したがっている意識の顕れと解釈できる。権能や戦闘力も弱っているため自ら戦闘を行うのを極力避けていると考えられる。
アサヒ
声 - 清家とも子
覚醒の効果 - 回復魔法の強化
主人公の幼馴染で、同じく見習いハンターの少女。何事にも一生懸命に取り組み、早く一人前のハンターになることが目標。
一方で、心構えが未熟なため、マスターには苦言を呈されることが多い。自分たちをかばって死亡したニッカリのスマホを引き継いで使用している。
後にメルカバーとルシファーの最終戦争後にシェーシャに襲われそうになった主人公を庇い死亡してしまうが、のちの選択次第では、ダグザの手により命を得て蘇る。
メインパートナーにすると仲魔による回復スキルを使用するが、元々ニッカリの悪魔であるらしく、序盤は指示が悪魔にボイコットされることがある。なお、使用する悪魔は妖精ピクシーなど可愛いもしくは綺麗な女性悪魔ばかりである。
DLCにおいて、クレオパトラに必要な鼻の持ち主であることが判明した（あくまで神性を宿すのに最適という意味）。
ナバール
声 - 大畑伸太郎
覚醒の効果 - なし
東のミカド国の元サムライだった少年。あるときに溺死し、今は緑色の霊体の姿になっている。
前作で悪魔にトラウマを刻まれてサムライ衆から除隊した後、ミカド国の新しい指導者となった四大天使の意に反し階級制度を唱え続けたために国を追われる身となり、東京のフジワラの元に匿われた。
その後、川で水浴びしていた女性ハンターに気を取られて川に転落して溺死した。成仏できずにいた所をナナシが自分を視認できたため憑依した。
ある程度の悪魔に近い立場の人間やそれなりに心を開いた相手にはその姿は見えているが、最初はアサヒ・ガストン・フリン・イザボーには見えていなかったが、アサヒは蘇生後に、ガストンは天使の支配を自ら拒絶したことで、フリンとイザボーは見えなかった原因だった「彼らに合わせる顔がない」というナバールの想いが解消されたことで、それぞれ視認可能となった。
主人公の師匠と言い張るなどプライドの高い性格は死んでも治っていないが、冒険を通じて他者を思いやるようになるなど、彼もまた成長していく。なお、ナナシが殲滅を選んだ場合、メンバーの中で唯一彼が自分たちとは違う方向を向いていることを察しているなど、相棒と言ってもいい立ち位置となっている。
また、パーティ内では専らぞんざいな扱いを受けるいじられキャラとなっている。なお、家族からは彼は死んだことにされていることが判明する。
メインパートナーにすると補助魔法やアイテムを使った攻撃でサポートを行う。アイテムは所持しているものの中から使用されるため、使われれば残数は減ってしまう。
協調ルートのエンディングでは最終的に成仏しかけるが現世に留まることを選択し、ガストンによりミカド国にお墓が作られた（ガストン曰く、「父と母には必要な事」）。
ノゾミ
声 - 園崎未恵
覚醒の効果 - 射撃属性ダメージの強化及び貫通化
妖精の森を治める妖精の女王。元は写真が趣味の人外ハンター。
あるときに妖精たちに頼まれ、ダヌーの力を得て妖精たちを導く女王となった。この過程は前作のサブクエストで描かれている。なお、前作の風貌とはやや異なり、少し色白になりサングラスをかけている。前作の姿は妖精ナパイアがノゾミに変身した姿として使用されている。
多神連合の戦いに妖精の森が巻き込まれたため主人公に協力するようになる。パーティの中では年長者のため、良き姉貴分としてパーティをまとめる。
メインパートナーにすると、銃撃とカメラを使用して状態異常を付着させる攻撃を行う。
ダヌー
声 - 伊藤美紀
ダグザの母親であり、妖精の一族「トゥアハ・デ・ダナーン」の祖でもある地母神。
ノゾミと共に妖精の国の復興を目指している。ナナシを己の野望に利用する息子のダグザを危険視している。
前作のチャレンジクエストではブラックマリアと化しており、その姿に対する崇拝を無碍にしないためにノゾミに力を与えた。
ハレルヤ
声 - 増田俊樹
覚醒の効果 - 魔法攻撃ダメージの強化
かつて東京を支配していた八部連合阿修羅会の構成員である少年。
会長代行のアベを尊敬しており、アベの命令でナナシを監視するために仲間に加わる。気弱な性格で目立つような行動を嫌っているが芯に熱いものを持つ。
実は悪魔とのハーフであり、終盤その力を開放してパワーアップする。人間でも悪魔でもないという半端な立場なため、同じく似た立場のナバールとともにナナシの現状に理解を示している。
多神連合崩壊後、最終戦争に向けて尊敬するアベに呼び出されるも、悪魔と天使のどちらかにつくのではなく、ナナシの力になりたいという意志の下に呼び出しを拒否。市ヶ谷駐屯地にて父親であるアベと邂逅し、改めてルシファーに協力するように求められるがこれを打倒。父を超えたことを驚愕するシェムハザに「超えることが最大の親孝行」と語った。後に、ルシファーという道しるべを失った阿修羅会をまとめるために二代目を名乗り、諸々の事務処理に頭を悩ませている。
メインパートナーにすると仲魔のチロンヌプを使って状態異常・迷子・死亡を防いでくれたりするようになる。ハーフの力を解放後は魔法も使用するようになり、使えるようになる専用魔法「シン・アギダイン」「シン・ブフダイン」は父親が持つ最上位4属性魔法2つとは異なる属性かつ彼の弱点を突けるものとなっている。
ガストン
声 - 前田剛
覚醒の効果 - 物理攻撃ダメージの強化
東のミカド国の新人サムライである少年で、ナバールの弟。
多神連合討伐のため、主人公たちと行動を共にする。兄のことを家名を汚した兄として憎んでいるが、色々あって丸くなった後にはお墓を作っている。
新人サムライながら東の十字軍のリーダーに任命されるなど、実力は高いが兄と同じくプライドが高い性格で他者と度々衝突を起こす。そんな性格なため、多くの人物に嫌われており、東の十字軍が解散して隊長でなくなった際は「天井に戻ったら覚えていろ」とまで言われてしまっている。しかし、ナバールのせいで傷ついた家名を挽回するために文武に励んだ苦労人。
最終戦争中に東京の民を顧みないメルカバーの方針に疑問を感じ、元々感じていた自分の存在価値や在り方もあって、メルカバーの協力要請を拒否。少し前にハレルヤに言われた「ありがとう」の言葉に己の存在意義を見出し、「民に慕われるナンバーワン」となることを宣言し、託されたミカエルの槍を折ることで決別する。決別後は性格が少しずつ穏やかに丸くなった。また、これをきっかけにナバールの姿が見えるようになり、彼の心境も理解するようになった様子。
槍破壊後は何の加護も持たない普通の槍「修練の槍」に持ち替えるため戦力が若干ダウンするが、オーディン撃破後にはその遺品グングニルを入手する。なお、ミカエルの槍・修練の槍・グングニル装備時でそれぞれスキル名および外見が少し変化する。
メインパートナーにすると槍を使った物理攻撃でサポートしてくれる。シェーシャ戦では弱点攻撃となるが、ターン開始時にプレスターンを消費して勝手に行動してしまう場合があるので注意が必要（回避されたりするとさらに減る）。
トキ
声 - 久野美咲
覚醒の効果 - 攻撃の貫通化及び闇討ち発生率アップ
ガイア教団に暗殺者として育てられた少女。鬼の仮面を被っているが、その素顔は黒髪ロングの美少女である。
フリンとミロクを抹殺するため、ナナシの仲間に加わる。熱心なガイア教徒だった両親によって教団へ献上され、双子の老婆ミイとケイに暗殺者として教育された。ゆえに口数が少なく感情を表に出さない。
徳川曼荼羅の結界を解除する際に「色」の影響を受けて我欲が活性化した結果、主人公を「主様」と呼び慕うようになるなど性格に変化が見られるようになる。この際、甘いものが好きと言った一面や性的な要素を自分にはまだ早い（知識や興味はある）と語る一面を垣間見ることができる。
この変化の実態は取り憑いたイナンナの影響で、イナンナ撃破後は元の性格に戻るが主人公を想う気持ちは変わらなかった。自分にはない多くの思い出を持ち、死してなおナナシの心の中に存在し続けるアサヒに対しては内心では強い羨望と嫉妬を抱いており、イナンナの依代になった際はその感情が爆発し叫びながら襲いかかった。殲滅ルートを選択した場合、ナナシが好きであることを告白して絶命する。
メインパートナーにすると物理攻撃や即死・貫通攻撃でサポートしてくれるようになる。ガストンと同じくターン開始時に勝手に攻撃を行うが、こちらはプレスターンを消費しない。また、敵ターン中にも攻撃を行う自動効果スキル「闇討ち」も所持する。
イザボー
声 - 沢城みゆき
覚醒の効果 - なし
多神連合に拉致されたフリンを助けるために主人公と行動を共にすることになる少女。
アサヒからは「イザボー姉さん」と呼ばれ慕われている（当人は困惑している）。フリンのことは多少なりとも異性として意識している様子。
協調ルートではフリン率いる別グループに参加し主人公を手助けする。その際、サタンから分かたれたワルターやヨナタンに対し、かつての仲の良さを思わせる台詞を嬉しげに話した。
メインパートナーにすると攻撃、回復とバランスの整ったサポートをしてくれる。最初から「○○ダイン」クラスの単体攻撃魔法4種と全体回復魔法が使用可能で、後にも強力なスキルを習得する。覚醒イベントは存在しない。
フリン
声 - 梶裕貴
覚醒の効果 - なし
前作の主人公。前作もあって救世主として東京中の話題になっている少年。マサカドの太刀を攫われた時を除き常に携帯している。
実力は非常に高く、東京の天使や悪魔の勢力を次々と倒し、阿修羅会やガイア教団に壊滅的な打撃を与えたほど。
ほとんど一方的に期待を向けられているという非常にプレッシャーのかかる立場にある中、毅然とした態度を見せる。
なお、悪魔的な要素を持たず、自分の現在の在り様をナバールが恥じていたため、ナバールのことは見えていないようである。多神連合を率いるクリシュナたちにより、自らの「神殺し」にするために拐われる。
二度目のシェーシャ撃退を機に奪還されるが、それは早々に復活したシェーシャが擬態した姿であり、本物は終盤までずっとクリシュナに囚われたままだった。その後、希望の星でありながら人々を助けられない無力感という隙を突かれてクリシュナに融合されてしまい「ヴィシュヌフリン」と化して襲ってくる。
また、公式設定資料集の小説で判明するが、実は過去世にてクリシュナとは関わりを持っている。
ルートによってはその在り様は大きく変化するが、どちらでも終盤ではYHVHへの神殺しの力を有するようになっており、その力を使ったスキル「神殺しの剣」では弱点＆耐性弱化という効果を持つ。更に主人公との協力で放つ「メシアバースト」という技も持つ。覚醒イベントは存在しない。
DLCにおいて、平行世界の彼が登場した。Neutralの道を選ぶも、メルカバーが発生させたブラックホールに飲み込まれてしまった。
前世の少年
声 - 梶裕貴
25年前に悪魔討伐隊の一員だった、フリンにそっくりな姿の少年。
マサカドを召喚した際、代償として首から上をマサカドに喰らわれ死亡した。
ヨナタン
声 - 神谷浩史
覚醒の効果 - なし
フリンと同期の優男系のサムライの少年。優しく穏やかな性格。
東のミカド国を愛し不毛な争いに心を痛めていたが、前作の色々から穢れのない世界を作るために四大天使と合体して「大天使メルカバー」となる。
協調ルートのYHVH戦ではサタンからヨナタンの姿で分裂し、フリン率いる別パーティとして参戦する。
ワルター
声 - 小西克幸
覚醒の効果 - なし
フリンと同期のワイルド系なサムライの少年。血気盛んで荒々しくも仲間思いな性格。
前作の色々から、世界を変える力を求めた末にヒカルと合体し「悪魔王ルシファー」となる。
協調ルートのYHVH戦ではサタンからワルターの姿で分裂し、フリン率いる別パーティとして参戦する。

### サブキャラクター
フジワラ
声 - 森田順平
人外ハンター商会の創設者の一人。帽子とサングラスのどこにでもいそうな風貌の男性。元新聞記者。
タヤマが恐れる唯一の人物で、フリンの活躍でガイア教団や阿修羅会が縮小した今、東京の主勢力として神々に対抗する。
なお、ルートによっては主人公の目的に抗うため立ちはだかる。
ツギハギ
声 - てらそままさき
人外ハンター商会の創設者の一人。かつての悪魔討伐隊の生き残り。名前の通り顔に継ぎ接ぎがある。
ツギハギはアキラがつけたあだ名で本名は別にあるのだが、フジワラを始め皆忘れているが、「ハギ」がつく名前ではある様子。
なお、ルートによっては主人公の目的に抗うため立ちはだかる。
マスター
声 - ふくまつ進紗
アサヒの父親であり、孤児だった主人公の育ての親。「なってねぇなぁ」が口癖。
妻が亡くなったことをきっかけにハンターを引退している。錦糸町に多神連合の悪魔が進入して来た際にアサヒを庇って亡くなった。生前、大幅にカスタマイズしたハンター制服をナナシに残しており、ほとんどのクエストをクリアすることで入手できる。
実はグラフィックは開発初期の主人公の案を流用したもので、飛行帽はアサヒが被ることになった。
ニッカリ
声 - 松本忍
元自衛隊員の腕利きベテランハンターでナナシとアサヒの師匠。
ニッカリというのはハンドルネームで、本名は不明。
アドラメレクから主人公とアサヒを庇って死亡した。
マナブ
声 - 木島隆一
主人公とアサヒの先輩のハンター。ニッカリと違い、こちらは本名。ドレッドヘアーにレゲエファッションという出で立ちをしており、口癖は「ヤーマン」。
見た目とは裏腹に、ハンター稼業には真摯に取り組んでおり、中堅クラスの実績を上げている。アドラメレクから主人公とアサヒを庇ってニッカリと共に死亡した。
アベ / シェムハザ
声 - 諏訪部順一
タヤマ亡き後、会長代行として阿修羅会をまとめた人物。
ルシファーを崇拝している。常に威圧的で近寄りがたい雰囲気を醸し出しているが、使役している悪魔は何故かお色気系ばかりである。
その正体は「堕天使 シェムハザ」であり、ハレルヤの父親。彼の母親とは純粋に愛し合ったらしく、ハレルヤに対してもそれなりに父親の情を持っている様子。ハレルヤの母親が彼のことをどう言っていたかは不明であるが、少なくともハレルヤがそのことを語る際はネガティブな表情は見せていない。
ミイとケイ
声 - 谷育子
ガイア教団ユリコ派のトップの双子の老婆。関西弁のような口調で喋る。
「きぃ～っひっひ」という特徴的な笑い声をしている。正座したまま宙に浮いているなど、その正体は判然としない。
フリン及びミロク暗殺のためにトキを派遣する。ルシファーとは協力関係にある。後に多神連合から東京を守るため協力することになる。
スティーヴン
声 - Cho
謎多き赤いスーツに車椅子の男。謎の白い少女と一緒に主人公たちの前に姿を見せる。
一時、マツダ博士として主人公に関わり手助けをしていた。その一方、少女の純粋な味方という訳ではなく、彼女の意に反する行動を取った主人公にも一応力を貸している。
その存在は人間という規格から逸脱しているらしく、DLCでの戦闘時の彼のカテゴリは「超人」となっている。
曰く、この時に初めて本気を出したとのこと。その固有スキルの名称はモデルを意識させるものとなっている。
マツダ博士
声 - Cho
人外ハンター商会研究開発班所属の技術者。南部虎弾のような奇抜な髪型とサングラスの風貌をしている。
神出鬼没のシェーシャを捕捉する「シェーシャレーダー」を開発したり、プルガトリウム潜入のためにダミーガントレットを開発した。25年前はゲーム会社のプログラマーだったというが、実はスティーブンの仮の姿であり、正体を明かしてからは人々の記憶から抹消され、ハンターメモからも削除されている。
謎の少女 / 東京の女神
声 - 大西沙織（本来の姿 - 甲斐田裕子）
前作に登場した一輪車を押している少女。スティーヴンと一緒に主人公たちに姿を見せる。
実はその正体は「東京の女神」であり、東京に住まう全ての人たちの希望そのもの。
ホープ
声 - 石上裕一
サムライ頭にしてフリンたちの元上官である男性。
メルカバーに加勢すべく、サムライ衆を率いて市ヶ谷駐屯地に向う。多神連合によって東京中の魂が喰われて戦力が大幅に低下した際、サムライ衆を率いて生存者の救助を行った。
なお、殲滅ルートベースのDLCでは暴走したウーゴによって悪魔化してしまった。
ウーゴ
声 - 多田野曜平
修道院の若き院長の男性。慇懃無礼な口ぶりながら民のことを考えて天使に従う道を選んでいるが、現状はただの代弁者となっている様子。
殲滅ルートをベースにしたDLCにおいて、メルカバー亡き後に神の啓示を受けたとのことで人間に宿る悪魔化因子「デモニックジーン」を覚醒させて東のミカド国の住人全てを悪魔化させた。
民を新人類へと進化させて新たな支配者とすることを目指すが、一方で己を守るために肝心の民を盾にした挙句にその民を殺したことを批判するなど、その精神は暴走状態である。
アキラ
声 - 下野紘
前作で名前のみ語られていた元悪魔討伐隊の隊員である人物で、異世界のアキラも登場していた。
主人公の夢の中で登場し、かつてフジワラたちと共に地上を目指していたが、突然彼らと東京を見捨て地上に残ったため裏切り者となり、人外ハンターの間ではタブーとなっている。
実は裏切り行為はフジワラ達との共謀であり、彼は天使を欺き天井の上で人間が安心して暮らせる楽園を作り、フジワラ達は東京で攻め入る戦力をまとめ、準備が完了したほうが迎えに行く、という計画だった。しかし、この段階では東京と天井とで時間の流れが違うことを知らなかったせいか、生前にその計画がなされることはなく暗殺されてしまった模様。
彼のガントレットは誰にも起動できないため修道院に保管されていたが、ナナシが触れて起動したことを機にこっそり回収された。殲滅ルートでは全てを切り捨てることにしたナナシに破壊されるが、協調ルートでは再び起動して経験値アップアイテムを提供してくれる。
ギャビー
声 - 田中敦子
ウーゴの部下。その正体は「四大天使 ガブリエル」。
主人公の夢の中で登場し、25年前、東のミカド国に到達したフジワラたちを追い返した。一方で、神の意思ということで希望者が天井に残ることを許し、アキラたちを迎え入れた。発言するシーンではギャビーの姿を取っている。

### その他のキャラクター
マルヲ
マルヲ党を作り、自由・勝手きままに振舞っていたでっぷりと太っている男。
不思議なカリスマ性から、党員に崇拝されているが、実はマーラに唆されて利用されていただけであり、本来は人の役に立ちたいという願いと優しい心を持つ痩せっぽちの男だった。彼の言葉で少なくとも救われた女性や主人公の言葉で、新たにやり直す事を決めた。
ヒロシ
流浪のヒロシを名乗る最年長の人外ハンター。ノアという女性の行方を捜している。
人の少ない辺境の地のクエストを積極的にしており、ある組織からも名指しでクエストを受けている。
クエストにて主人公が撮影した死霊の写真の中にノアを見つけたことで過去の因縁が続いていることを知り、タマガミやイザナミを経てノアにとどめを刺し、25年もの間囚われていた過去から解放された。ノアは少なくとも彼の想い人ではあった様子。
ヒロシにとってタマガミは憎い敵ではあったが、それでも彼の国を憂う気持ちについては多少の理解を示している。
ノア
ヒロシが捜し続けている故人の女性。冤罪により死刑囚になった悲しき女性でヒロシの少なくとも想い人。
死後はタマガミにより必殺の霊的国防兵器の素体に利用されるも、何故かエラーを起こして機能停止状態となっていた。つい最近になって突如目覚め、脳髄を含めてタマガミの依代となっていた。
主人公に撃破され、タマガミの脳髄も破壊されたことでノアも死亡するが、それによって召喚条件を満たしたイザナミが降臨した。これはイザナミは冥府に住まう神であるため、素体が生きている状態だとエラーを起こして降臨できなかったためである。イザナミが主人公とヒロシに撃破されたことで、ようやく安らかな眠りについた。
タマガミ
防衛大臣だった人物。憂国の徒からは「先生」と呼ばれている。
航空自衛隊を4年勤めて政治家に転向した経歴を持っており、A国と協力してデモニカスーツを作り、悪魔討伐隊を作った人物でもある。
無限発電炉ヤマトを作ったのも彼であり、政府にも内密で建造していた。つまり、神の御業戦争のきっかけとなった人物である。神の御業戦争直前、ヤマトの暴走に巻き込まれ行方不明になった。なお、憂国の徒はヤマトの建造目的を「無限のエネルギーを得るため」としているが、実はタマガミの真の目的は魔界とゲートを繋いで悪魔を大量に召喚し、諸外国と渡り合うための戦力とするつもりだった。
必殺の霊的国防兵器を降臨させる「素体」を作成するにあたり、冤罪も用いて確保した死刑囚を利用していた。脳髄を収めたカプセルとなり果てた「残滓」ながらノアの身体を依代にして活動を開始し、イザナミを呼び込むために大量の死霊を出現させ、それらを殲滅したヒロシと主人公たちの前に現れたが倒された。
その目的はかつての敗戦によって強国の傀儡となってしまった日本を憂い、霊的優位を確立することで主権を得ることだった。しかし、残滓が語るその思想は極めて独善的であり、強い日本を残せなかったことこそ詫びるも、世界を滅ぼし日本に天使や悪魔を蔓延らせた己の行いの愚かさを顧みることは一切なかった。神々に蹂躙された現状を強国にかしずかざるを得なかったかつての「弱い日本」を重ねており、ノアのエラーが解消されたことを機と見てイザナミの力で一度日本を破壊して生み直そうと暗躍していた。
憂国の徒
自らを憂国の徒と名乗る3人の博識な老人。タマガミを「先生」と呼ぶ。
タマガミとともに多大な犠牲を払い、諸々に目をつぶって無限発電炉ヤマトを開発した。タマガミの残滓を「先生の歪んだ思念」と称している。
実は25年もの間過去への後悔から現世に囚われていた魂であり、最後は主人公とヒロシに反魂香を使用させ、あの世へと帰っていった。
ケン
池袋を守る阿修羅会の若頭補佐。構成員のみならず池袋の住民たちからも慕われている。
権力を笠に着て、相手が手強ければ尻尾を巻く者が多い阿修羅会に在って腕っ節が強く、堅気や弱者には手を出さない任侠。しかし、不器用な性格から面倒事を一人で抱え込む傾向がある。
ベティ
銀座人外ハンター商会情報処理部門専属の女性ハンター。
主人公を含めたハンターたちに遺物の規定数回収や行方不明者の発見数など、能力を測るランク査定のクエストを配信している。
人前に出ることが少なく、メールでやり取りした者が多い一方、直接面識のある者は殆どいないという話があり、本作でも姿を見せることは無い。
ザ・ヒーロー
『真・女神転生』の主人公。一人称は僕で、Neutralである。
時系列はICBMが落ちた直後で、YHVHの干渉でヒロインによる蘇生が妨げられてしまっている。スティーヴンとナナシの戦いによって存在が観測され、己の姿を取り戻すことに成功する。その後は他の3人と一緒に別パーティとして、本気を出したスティーヴンの試練に挑むことになる。
アレフ
『真・女神転生II』の主人公。一人称は私で、出自もあって属性はLaw。
センターによって創造された人造人間の一人で、時系列はメギドアーク発射後。
人修羅（ひとしゅら）
『真・女神転生III-NOCTURNE』の主人公。一人称は俺で、悪魔化していることから属性はChaos。
元々は普通の高校生だったが、ルシファー（本作とは別存在）の企みによって悪魔と化した。時系列はカグツチを倒し、ルシファーに挑んで敗れた後。
メルカバー
声 - 神谷浩史
ミカエル、ラファエル、ウリエル、ガブリエルの四大天使とヨナタンが合体した姿。通称「神の戦車」。
ケガレを排斥し、完全なる秩序の世界を目指す。ヨナタンの姿を借りて登場することもある。
ラストダンジョンではルシファーと合体し、「原天使 サタン」となり、主人公たちの前に立ちはだかる。
ルシファー
声 - 小西克幸
ヒカルという人間に扮したルシファーとワルターが合体した姿。通称「悪魔王」。
悪魔たちを率いて強いものが望むだけ変えられる世界を目指す。ワルターの姿を借りて登場することもある。
神出鬼没の悪魔・シェーシャを有する多神連合の台頭を受けて、メルカバーと人外ハンター商会に停戦を持ちかける。また、ラストダンジョンではメルカバーと合体し、「原天使 サタン」となり、主人公たちの前に立ちはだかる。
従来シリーズと関連するかは不明だが、少なくとも本作の彼は特殊な出自にあり、それゆえかオーディンに「唯一神がいないと存在意義を見出せない噛ませ犬」などと言われている。
クリシュナ / ヴィシュヌフリン
声 - 津田健次郎
多神連合を結成し一神教に宣戦布告した、褐色肌の少年の見た目をした魔神。
人々を救済すると言い、フリンをさらって自分たちの「神殺し」に仕立て上げようとする。
その存在は天使・悪魔双方に危険視されており、神田の社にて多重の封印を施されて「アーク」と呼ばれる球体の中で眠っていた。反目し合いながらも2陣営の同意の下に封印し、さらに人間でないと解除できないようにされているところから、相当警戒されている様子。
公式設定資料集の小説「魔訶黒天断章」にてクリシュナの前身にして荒ぶる神「黒天」として、彼がアークに封じられる経緯が描かれている。
オーディンに唆されたナナシたちによって覚醒。唯一神の作り出した世界を破って脱出し、人間の魂をオーディンらと山分けして自分だけの世界を作り出すことを目的として行動を開始する。なお、現在の人間の肉体は神によって作り出されたものであるため、それを破壊して（＝殺して）魂を抜き出してシェーシャに食らわせている。
YHVHの宇宙と隔絶された「宇宙の卵」の中でフリンの心のスキを突いて融合、新たな神「ヴィシュヌフリン」として新生して襲い掛かってくる。撃破後は改めてアークへと封じられ、再度赴くことで合体制限が解除される。
人間の可能性を縛る肉の器から魂を抜き出して己と合一することで人間の魂を救おうと考えている。人間のことは「自分の夢の住人」と認識しており、少なくとも単なる弱者として見ている様子はなく、独善的ではあるが見下している様子はあまりない。
ミロク / ミトラ
声 - 鶏冠井美智子
クリシュナに従い多神連合の一柱として行動する悪魔。
ユリコがいなくなった後で多神連合の理想を掲げ、ガイア教団を乗っ取る。一度主人公に倒された後、イナンナの力で生み直されてミトラ菩薩となって復活し再度対峙したが倒された。ミトラになるとお面のようになっている頭部が悪魔的なものとなる（体型は引き続き人型なので、かなりアンバランス）。
転生前後ともに弱点への攻撃が下手をするとプレイヤーへの枷になるという特性がある。
また、作中では珍しく漢字名がつくが、基本的にミロク及びミトラと呼ばれる為「菩薩」の部分は呼ばれない。
オーディン
声 - 宮内敦士
クリシュナに従い多神連合の一柱として行動する。
前作ではチャレンジクエスト中に登場。記憶と力を失っていたが、フリンの活躍で元に戻った。本作においてはデザインが一新され、ダグザの分霊という扱いになっており、彼のことを様づけで呼ぶ。
メデューサ
かつてスカイタワーを根城にしていた悪魔。
前作でフリンに討伐されたが、多神連合によって復活した。前作からイラストが描き直されたが、性格や戦い方はほとんど変わっていない。
スクナヒコナ
神田の社の最下層で、クリシュナを封印した「アーク」を守護する国津神。
曰く、多くの国津神はオーディンの甘言に乗ってしまったらしい。また、力任せに事を進めるところがあり、アークに近づくナナシにろくな説明もせずに排除しようとする。結果、自身が力に屈する羽目となった。
ナパイア
声 - 松嵜麗
妖精の森に住む可愛らしい妖精。人に化ける力を持つ。
その力を使ってノゾミの姿をとり、人外ハンター商会にある依頼をする。後に霞ヶ関で店員をしている。
チロンヌプ
ハレルヤが使役するキツネのような姿の悪魔で、チロと呼ばれている。
状態異常無効化や死亡回避のスキルを使用する補助系の悪魔。
テンカイ
前作でフリンに倒された必殺の霊的国防兵器の一柱。
多神連合が展開した、かつて自身が施した徳川曼荼羅の結界を解くため主人公一行に協力する。本作ではフリンとは契約していない模様。
タケミカヅチ
前作で覚醒状態の中で唯一タヤマの配下でなかった必殺の霊的国防兵器。
自身がそうであると語らなかったため、必殺の霊的国防兵器なのか判然としなかった。前作の会話によると初期に呼びされたはずであるが、ナンバリングは「漆（七）」となっている。
本作ではチャレンジクエストにて、彼の父親が変じたものであるという「天羽々斬剣」を、伝説に従って仲魔のヤマタノオロチを掻っ捌いて天叢雲剣へと強化してくれる（ヤマタノオロチは完全離脱）。なお、天羽々斬剣はこの際に折れてしまい、タケミカヅチに回収された。
マサカド
前作で東京の守護神として登場した必殺の霊的国防兵器。
本作では復活直前でフリンが攫われてしまったことでしばし舞台から外れることになる。
オープニングのセリフを除けば協調ルートでのみ登場。人界を守護するものとしての役割をフリンとナナシに譲り、自分は倒されてなお完全に消滅していなかったクリシュナを再封印する役割を担う。
マサカドの肉体である岩塊は用済みとなった後、YHVHの宇宙へと至るために扉として利用されることになった。
イザナミ
本作で新たに登場した必殺の霊的国防兵器の一柱。番号は「玖」。
クエストにて黄泉路奥でノアを依代に召喚され、主人公に倒された後にヒロシにとどめを刺された。
前作では悪魔から受注出来るクエストにて登場し、暴走し大暴れしていた。本作では落ち着いた状態となっているが、タマガミの願いに応じて日本を生み直そうとしている。
マーラ
声 - 秋元羊介
マルヲに取り付いて人々を集め、力を蓄えていた悪魔。
その名前及び外見に相応しく主人公を「お盛んボーイ」と呼ぶなど卑猥・猥褻な言動が目立つ。
人々の精気を吸って全快になったが主人公に敗れた。会話中や戦いの最中など「精気」の発音が明らかに精子となっていたりマーラの発言以外のメッセージ内容も妙に性的ニュアンスを含んでいたりなど、全体的に独特の雰囲気を放っている。
アドラメレク
ルシファーの配下の悪魔。馬のような顔に孔雀のようなカラフルな尾が特徴。
堕天使らしく人間を常に見下し、慇懃無礼で残忍。なおかつ、目的のためには手段を選ばない。
スカイタワー視察の帰りに立ち寄った錦糸公園で「腹ごしらえ」と称して、居合わせた主人公たちを惨殺する。その後、復活した主人公と仲間たちに倒された。
シェーシャ
声 - 梶裕貴
多神連合が東京に放った巨大な竜。完全なる不死身かつ進化・成長し続けるという悪魔。
非常に堅固な耐性を持っており、悪しき蛇を討った伝説を持つ天羽々斬（天叢雲剣）かミカエルの槍でしか碌にダメージが与えられない。示威行動の為に天井に大穴を開けた。また、空間を転移するため神出鬼没。
人間救済を口にするが地の言動は悪辣で、善意はあまり感じ取れない。作中において完全な殲滅は不可能であるが、仮にも自身を殺したナナシを敵視している。シェーシャに食われた魂は消滅せず、新たな宇宙を生み出す礎となる。
イナンナ
声 - 笹島かほる
ダヌーの母（起源、オリジン）に当たる悪魔であり、その名は「天の女主人」の意味を持つ。
彼女から移った自身の力であるダヌーの力を狙う。悪魔を産み直す事で進化させる力を持つ。多神連合とは協力関係にある。
徳川曼荼羅の賢瓶が吸い込んでいた「色」を糧に具現化した際にナナシによって討伐されたが、トキの身体の中に入り込み潜伏していた。後にトキを操り襲いかかるが倒され、残滓はダヌーに吸収された。
サタン
原天使と呼ばれる強大な悪魔。本作ではデザインが一新され、複数の頭を持つ巨人のような姿をしている。
「試す者」を自称し、主人公らに唯一神に挑めるだけの力があるかを見定めるため、戦いを挑んでくる。戦闘が進むたびにこちらを瀕死に追い込んでどのように対処するかを試し、これを何度か繰り返すとこちらを認めて戦闘終了となる。
元々は唯一神の分霊だったが、多くの神々を悪魔に貶めた唯一神のかつての所業を知っているため、試すものとしてYHVHに世界の祖たる資格があるか試すためにYHVHの宇宙に到達したナナシに協力する。また、彼とは別なる存在に信を置いているらしいことからか、メルカバーとルシファーに分離され、原天使であった頃の記憶も封印されていた。
YHVH
声 - 麦人
本作の最終ボス。この宇宙を創造した唯一神。ルシファー勢と多神連合は唯一神の打倒を目指している。
スティーブンが語った所によると、人間に「認識の力」を与え、人間に安寧を約束する天使と自由を唆す悪魔を用意し、その狭間で弱い人間が互いに寄り添って生きていくようにしたのだという。
つまり、唯一神が人間に求めるのはいずれの誘惑にも乗らないNeutralであり、メルカバーもルシファーも人間を惑わすための駒の一つに過ぎないのである。そのため、メルカバーを始めとする天使らを殺したことに対して何も言及してこない。一方で、人間に信仰され、赦しを与えるべき上位者は自分のみであるという独善性を持つ。
最終的には自身を支える数々の神性を否定され、自身が与えた観測の力によって多神教の神々に強いた「悪魔堕ち」をさせられ、自らがもたらす災厄を象徴する、様々な生き物の首から上をくっつけた塊のような醜悪な姿に変貌して抹消させられることになった。
役小角、前鬼、後鬼
初代『真・女神転生』に登場していた、金剛神界に君臨する超越者と使い悪魔たち。
東狂の最下層でも魔人たちを凌ぐ裏ボスとして登場する。
メフィスト
突如ナナシの目の前に現れた悪魔。彼をハワイで遊ぶという幻想に招待した。
契約を終了させると代償として命を狙って襲い掛かってくるが、幻想を見ずに即座に契約終了しても襲い掛かってくる。
呪殺属性最強の魔法を有し、撃破すると合体で作成可能となる。
クレオパトラ
少なくともアサヒが生きている頃に現れた悪魔。
配下の「エジプトの軍勢」に多くの女性を集めさせて、神を降ろすのに最適な部位を組み合わせた体を作ってファラオ（王）として復活しようとしていた。最後に残ったパーツ「鼻」を持つアサヒを攫ったことで交戦となり、撃破される。
本人によると「王として人間と悪魔を導く」という曲りなりにも理想のための計画だったが、人間を部品のように扱うその所業は、アサヒやダグザから酷評された。破魔属性最強の魔法を有する。撃破すると合体で作成可能となる。

## 音楽
後年に発売された「女神転生シリーズ」の派生作品『真・女神転生 DEEP STRANGE JOURNEY』（3DS用、アトラス、2017年）初回限定版の同梱CD『真・女神転生 レアサントラ＆メモリアルアレンジトラックス』として、外部コンポーザーがアレンジしたDISK5「Outside」には、高田雅史による「神殺し」、アトラス所属のサウンドコンポーザーがアレンジしたDISK6「Inside」には、小塚良太による「錦糸町地下街」が収録された。

## システム
基本的には前作と同様だが、様々な点が改善されつつ、新規要素が追加されている。変更のなかった要素は前作『真・女神転生IV』を参照。変更のあった要素は以下の通り。
仲魔のスキル適性
新規要素。各悪魔に扱うスキルの得意・不得意のスキル適性が追加された。適性がプラスだと威力が高く消費MPが少なくなり、マイナスだと威力が低く消費MPが多くなる。例えば妖精ジャックフロストは氷結スキルが+4、火炎スキルが-5であり、火炎系のメリットが得られにくくなっている。前作ではスキルが自由に継承できたため、スキル適性の導入によって乏しかった各悪魔の個性が豊かになった。
ヒスイの守刀
新規要素。物語序盤で妖精オベロンよりナバールに渡される、死者のみが使用できる特殊な刀。霊場で刀に霊力を注ぎ込むことで霊晶の壁の破壊や弱い敵の排除が可能になる。ただし、主人公が移動すると刀から霊力が抜けていき、最終的に霊力が枯渇すると使用不能になる。つまり霊場で霊力を供給した後、効率的に壁の前まで移動して壁破壊する必要があり、壁の場所を把握していないと何度も霊力を供給しにいくことになるため、ダンジョン攻略の手間が増している。また、いくつかのダンジョンにはこの刀で破壊できる霊的オブジェクトがあり、破壊すると宝石などの希少なアイテムを入手できる。ルートによってはナバールに手を下すことになるが、その後は主人公が守刀を扱えるようになる。
トラップホール（捕縛）
新規要素。罠の一種であり、ダンジョン内の特定の場所で発生し、見えない力によって主人公が捕縛される。武器を繰り返し振り回すことで脱出でき、時間内に脱出できない場合は別の場所に強制的にワープさせられる。なお、捕縛中に敵シンボルは襲ってこない。捕縛はエストマ等では回避できず、ダンジョン探索を妨げるストレス要素となっている。
パートナー
主人公に同行するパートナーにもレベルが設定され、主人公や仲魔と同様にレベルアップするようになった。戦闘に参加するパートナーは前作ではランダムだったが、今作ではメニュー画面で任意に設定できるようになった。各キャラはそれぞれ特徴があり、例えばノゾミは銃撃と状態異常攻撃、ナバールは補助スキルとアイテム消費攻撃など、前作よりパートナーの個性が豊かになった。
また、戦闘中にアシストゲージが蓄積し、最大になるとアシストアタックが発動し、補助・回復スキルの発動・耐性無視の総攻撃・敵ターンのスキップが行われる。追加要素の中でも強力な効果を持つため、アシストゲージを貯めてからボス戦に挑むなどの戦術が可能になった。ただし、ルートによってはパートナーが全員死亡するためアシストアタックを使用できなくなる。
物語進行のたびに、パートナーからメッセージが送付されるようになった。メッセージはメニューのパートナートピックで確認できる。NEUTRALルートにはパートナーにかかる要素があり、パートナーは今作での大きなテーマとなっている。
チャレンジクエスト
前作では物語の進行により受注・達成できなくなるクエストが存在したが、今作では時期限定のクエストは撤廃された。また、物語の進行に応じて新たなクエストが追加される仕様となった。他にも討伐クエスト等は自動受注されるようになり、ハンター商会で個別に受注する手間がなくなった。また、敵が落とすアイテムを納品するクエストも、対象の敵シンボルが赤色になり、マップにも表示されるようになったので、収集しやすくなった。
悪魔合体
従来シリーズにあった悪魔合体の基本とも言える2身合体が今作で復活した。また、悪魔合体ライトにあった「継承不可能なスキルを継承できる」という特性は削除され、合体事故でしか引き継げなくなった。
メニュー画面の機能強化
メニュー画面の機能が強化された。パーティのスキルを並び替える「スキル順」、仲魔と会話してギフトやスキル変異のイベントを発生させる「トーク」、人名や専門用語などの解説を閲覧できる「ハンターメモ」、パートナーからのメッセージを閲覧できる「トピック」、チュートリアルを確認できる「How to」といった機能が追加されている。特に「ハンターメモ」は情報量が多いものの「東のミカド国と東京の状況」や「時間の流れの歪み」など前作の設定を振り返りやすくなっている。
遺物
今作では入手時に換金額が表示されるようになり、未換金の遺物の情報も表示されるようになった。また、マップで再出現した遺物と再出現していない遺物が判断できるようになった。各遺物の解説文について、前作では「東のミカド国」に住む人間の観点での解説だったが、今作では東京に住む人間の視点で解説されている。
行方不明者の死亡報告
前作ではAP（アプリポイント）は通常プレイではレベルアップ以外に入手手段がないに等しかったが、今作では行方不明となったハンターを発見して死亡報告することで、行方不明者の持つAP（1～4）を入手できるようになった。ただし、行方不明者は20名程度であり、入手APもごくわずかであるため、レベル99にして全行方不明者を発見しても全アプリを取得するAPには至らない。
DDS
前作ではローカル通信のみであり、ゲーム機の近くにいる相手同士でしかすれちがい通信が行えなかったが、今作ではインターネットでのすれちがい通信ができるようになり、通信できる範囲が広がり利便性が飛躍的に上がった。
ニヤリ
前作ではニヤリ状態になると回避率が大幅に上昇したが、今作では削除されている。また、使用者がニヤリ状態の場合にのみ追加効果が加わるスキルが初登場した。ムドやハマはダメージスキルとなり、ニヤリ状態で使用することで従来の即死効果が発動するようになった。他にも、前作ではメシアライザーはHP完全回復+状態異常回復の効果を持っていたが今作ではHP完全回復のみでニヤリ状態で状態異常回復が追加されるようになり、弱体化している。また、ニヤリ状態を解除するスキルも追加された。
敵シンボルに斬りつけ先制に成功した場合に一定確率でパーティにニヤリが付与されるようになった。パーティ全員がニヤリ状態になるとHPとMPが回復する仕様は削除されている。
エストマ
戦闘回避スキルとして、前作ではマップ上で斬り付けた敵を戦闘を介さず排除するエストマソードがあったが、敵に囲まれる等によって確実に戦闘を回避できない点が考慮されてか、今作ではプレイヤー自身にバリアを張るエストマに戻り、低レベルの敵との戦闘は確実に回避できるようになった。
状態異常
状態異常の種類は、前作は死亡の他に睡眠・混乱・毒・緊縛・風邪（DLCのみ烙印）と種類に乏しかったが、今作では目眩や魅了など種類が増加した。それに伴い、前作では魔人マザーハーロットなどは全状態異常無効の効果を持っていたが、今作では魔封など増加した状態異常は付着するようになった。
会話アプリ
会話アプリで利用価値の低いネゴシエート・チャリティ・無駄話は削除され、スカウト・ファンド・トレードの3種類のみとなった。
ルート分岐
従来シリーズでは物語中の選択肢により主人公の思想が変化していき、ルート分岐点での自身の思想によりルートが決定していたが、今作ではルート分岐点で発生する選択肢のみでルートが決定するようになった。ルートの種類はLAW・CHAOS・NEUTRALの3種類だが、NEUTRALはさらに協調ルートと殲滅ルートの2つに分岐するため、エンディングとしては全部で4種類となっている。また、LAW・CHAOSルートはルートを選択した時点でエンディングとなるため、物語中盤で終了する。
物語中に登場する選択肢はルート分岐そのものには影響しないものの、今までの思想と選択したルートがかけ離れている場合に全アイテム強制破棄などの強烈なペナルティが課せられる。
殲滅ルートを選択した場合、主人公のボイスの一部が変化する。ただし、このシステム自体は本作初ではなく、MD版『真・女神転生』で実装されている。
ワームウッド
片側からのみ破壊可能な壁であり、今作ではヒスイの守刀と天羽々斬剣でしか破壊できない2種類の壁が追加された。
魔人
前作では一部を除き、特定の場所に訪れることで1/256の確率で魔人が出現したが、今作では「東狂」という「平行世界で死に飲み込まれた東京」とされる特殊ダンジョンのボスとして出現するようになった。このダンジョンは物語終盤で出現するため、NEUTRALルートでない限り探索できない。
東狂は結界ダンジョンと同様にランダムマップ・マップ表示不可・同じ外観が延々と続く仕様であり、全47階層（DLCを含めると57階層）の構成となっている。出現する悪魔は、姿は通常の悪魔と同じだが大幅に強化されている上、コンタクト・逃亡・アナライズが不可能となっている。また、魔人がいる部屋には、同じ階層の宝箱から入手できる「割符」を使用することが入ることができる。
魔人との戦闘について、前作のように耐性持ちがいると万能属性を連発する凶悪な行動をとらなくなり、プレスターンも3つまでとなった。ただし、HPが数万もある上に10ターン経過すると強制的に東狂から追い出されるが、与えたダメージは蓄積されていくので、繰り返し挑めば撃破できないことはなくなった。なお、東狂から追い出された場合、割符は再入手しないと魔人の部屋には入れない。一度撃破した魔人は同じフロアに行っても登場しないが、DLCのイベントをクリアすると魔人・ザコ悪魔の双方が大幅に強化されて再配置され、アイテムの同時ドロップ数も再配置回数に応じて増えていく。
魔人を撃破すると、その魔人の合体が解禁され、ランダムで稀少なアイテムを入手できる。中でも、各属性の戦術書はここでしか入手できない。
DLC
ダウンロードコンテンツには無料のものと有料のものが用意されている。

## 用語
多神連合
魔神クリシュナが筆頭となってオーディン、ミロクら様々な神を率いてメルカバーとルシファーの戦争に介入。唯一神に虐げられた神々の復興と人々の「救済」を掲げて行動する。
シェーシャに東京中の魂を食わせて蓄え、シェーシャを宇宙の卵へと変容・孵化させることで新しい宇宙を作りだし、唯一神が統べる現在の宇宙を脱することを目的とする。人間の救済というが、その前提として唯一神が与えた肉の器を破壊する必要があるため、目的を達成する過程で人間は全て生命としては死滅することになる。
ダグザが己の神格すら否定しようとしているのに対し、多神連合はあくまで自分らが神であるという立場を放棄する気はない。つまり、唯一神の手から逃れ、人間から神殺しの力を奪うことこそが真の目的である。
神の御業戦争
25年前に起こった全世界規模の核戦争。神が関わったとされるためそう呼ばれる。無限発電炉ヤマトの建造と悪魔の大量発生が引き金とされるが、作中この件に関しては細かくは語られない。
神殺し
神同士の争いでは完全に決着がつかず封印するに留まるため、神や悪魔を完全に消滅させられる人間の刺客の事。具体的な定義が判然としないが、自らを信じる強い主体性は前提になるようだ。
これは後述する観測の力によって人間が「その神や悪魔が消滅したこと」を観測することによって存在消滅の事象を確定させるといったメカニズムとなっている。
観測の力
「大いなる理」が人間に与えた力。答えなき事象に答えを与え、形なきものを器に封じ、順わざるものに方向性を与える、人間のみが持つ「存在を定義する力」。
唯一神はこの力で観測された全てを掌握下に置くことができ、自意識と言語を持つ人間があって初めて存在意義を持つということになる。言葉という枠に落とし込められた時点で、言葉（YHVH）に縛られたことになる。また人間という観測者が存在するからこそ、言葉そのものであるYHVHが存在する、という帰結に辿り着く。ダグザや多神連合の目的は、この言葉による呪縛から逃れ、枠にはめられる以前の状態に戻ることであり、YHVHが表舞台に登場してこないのも、言葉そのものである自分自身が言葉による呪縛に囚われないようにするためである。
数多の自然の脅威、理不尽や災厄あるいは奇跡や救いを観測・認識できるようになったことで畏敬から信仰が形成され、本作における神々や悪魔が生まれた。人間が望めばその方向性を変容させることも可能であり、神々や悪魔はその力を自分の望む通りに向けさせようとしている。
東の十字軍
東のミカド国より多神連合討伐の為に送り込まれたサムライ衆の選抜隊。ガストンがリーダーを務める。多神連合の撃破に伴い、解散となった。
八部連合阿修羅会
かつて東京のほぼ全域を支配していた勢力。会長タヤマの失踪により弱体化し、現在はアベが会長代行を務める。後に多神連合から東京を守るべく協力することになる。
ガイア教団
適者生存の思想を掲げる組織。教祖ユリコの失踪で組織が弱体化したうえ多神連合に拠点の築地根願寺を乗っ取られ、現在はミロク派とユリコ派に分裂している。
復活したシェーシャとミロクが破られて根願寺本殿に攻め込まれた際は、ミロク派はその命を自らシェーシャに差し出して全滅していた（多神連合の計画の全容を知っていたかは不明）。
脱退を決めたトキに「強者こそが正義と謳うくせに、徒党を組んで他人に頼っている」と至極真っ当に批判されてしまった。後に多神連合から東京を守るべく協力することになる。
人外ハンター商会
東京の人々から依頼を受けて悪魔の討伐から遺物の収集、食料調達まで行う組織。阿修羅会、ガイア教団が弱体化した今では東京主勢力となっている。
遺物
かつて文明があった頃の東京の品々。「遺物」という名称は東のミカド国から降りてきたサムライ衆がそう呼んでいたのを聞いたハンター達が面白がって広げた。
前作では文化の違うミカド国からの視点で解説されていたが、本作では東京からの視点で解説されている。
徳川曼荼羅
五色不動によって形成される霊的結界。開国に合わせて解除されていた。五色不動には四天王とマリシテンが守護についている。
各社に納められた人間の欲求「色（要はマグネタイト）」を吸い込む「賢瓶」によって、悪魔が実体化するのに必要なマグネタイトを枯渇させることで悪魔の召喚を封印した。合わせて、ターミナルも使用不可能となった。術を起動させた多神連合は影響外なのか、人間は圧倒的に不利になった。
賢瓶の周辺には吸い集められた「名誉欲」、「肉欲」、「食欲」、「怠惰」、「暴力」の色が濃密に流れており、徳の高い人物など我欲の薄い人間でなければ瞬く間に気が触れてしまう。
元々は人間を守護するための結界であり、「悪魔が新たに実体化できない」という状況は本来願ってもない状況なのだが、それを自ら解除しないといけないという非常に皮肉な状況となってしまった。
ナナシのみ、召喚がダグザの宿るスマホを介しているためにその影響を受けなかったため、各個撃破することで結界を打ち破ることに成功した。
宇宙の卵
クリシュナが放ったシェーシャが人々の魂を喰らい変化した姿。満月の夜に孵ることで新たな宇宙が誕生する。なお、クリシュナの話によると、この内側はYHVHの支配下ではない模様。
また、ダグザの呪力をもってすれば内部に眠る魂を蘇生することも可能である。
協調ルートでは内部に存在する魂をダグザによって蘇生させられたことで孵化できなくなった上で心臓部を破壊されて消滅、殲滅ルートではダグザによって内部の魂を使って新たな宇宙を生み出すために利用される。
YHVHの宇宙
マサカドの岩塊に宇宙の卵内で回収した九曜の名を持つ「ピラー」を捧げることで生まれたモノリスから到達できる、YHVHが住まう外なる領域。
人間が観測した事象を再現することができ、内部では様々な悪魔や天使たちが力を強化して徘徊している。ルシファーやメルカバーといった上位存在も再現されているが、その精神は再現されず虚無である様子。
内部には各パラメータが一定以上でなければ通ることができない扉が存在する。

## スタッフ
- 世界観原案 / シリーズ悪魔デザイン - 金子一馬
- プロデューサー / シナリオ原案・監修 / 悪魔会話 - 山井一千
- シナリオ - 宮田裕介
- ディレクター - 大山智
- キャラクター・悪魔デザイナー - 土居政之
- イベント原画 - フクダイクミ
- サウンドコンポーザー - 小塚良太

## リアル謎解きゲーム
真・女神転生IV FINAL Escape from devils～悪魔からの脱出～
2016年3月5日より5月9日にかけて、東京のセガ秋葉原GiGOと大阪のセガ難波アビオンにて、NAZO×NAZO劇団の主催により開催された。参加者は、人外ハンター見習いとして、旧世代の娯楽施設ゲームセンターへ遺物調査に向かうものの、そこで悪魔の襲撃に遭い先輩ハンターとはぐれてしまうが、周りは悪魔に囲まれたこの状況から脱出を目指すという設定で、施設を周遊する。